# Vladimír Brožík
Vladimír Brožík (3. prosince 1930 Přešín – 9. července 2008 Myjava) byl slovenský filosof, axiolog, estetik a vysokoškolský pedagog.

## Život
Narodil se v západních Čechách, na lesní samotě v katastrálním území obce Přešín, nedaleko městečka Blovice v Plzeňském kraji. Předkové z otcovy strany byly z okolí Plzně, z matčiny strany z Chodska. Otce znal pouze krátce, matka mu zemřela když měl osm let. Vychovávala ho babička, později známá správkyně Kozinova statku v Újezdu u Domažlic. Měšťanskou školu navštěvoval v Blovicích. Střední vzdělání získal na obchodní akademii v Plzni a (po přestěhování se s babičkou do Štěchovice) na Československé obchodní akademii v Praze.
Po maturitě v roce 1949 ho přijali na Fakultu sociálních věd VŠPHV v Praze; školu ukončil diplomovou prací o Josefovi Václavu Sládkovi. Stal se asistentem a později vědeckým aspirantem na FF UK v Praze. Jelikož na Slovensku v té době nebyl dostatek vysokoškolsky vzdělaných lidí, dostal nabídku pracovat na VŠMU v Bratislavě, kde přednášel filozofii a estetiku. V té době se na Slovensku i oženil a natrvalo usadil. V roce 1961 získal vědeckou hodnost CSc. a v roce 1964 habilitoval. V letech 1961–1966 byl proděkanem Divadelní fakulty a v letech 1966–1969 prorektorem VŠMU v Bratislavě.
V roce 1969 přestoupil na katedru filozofie FF UK v Bratislavě. Přednášel axiologii a badatelsky se věnoval zejména problematice estetických a uměleckých hodnot. V letech 1970–1972 byl proděkanem FF UK, později, v letech 1972–1975 prorektorem UK pro vědu a výzkum. V roce 1979 obhájil vědecký titul DrSc. O tři roky později získal řádnou profesuru na katedře estetiky a věd o umění FF UK, kterou spolu s doc. Eugenem Šimunkem spoluzakládal a v letech 1975–1985 vedl.
Pak se stal ředitelem Literárněvědního ústavu SAV. Na tomto postu působil až do politického převratu v roce 1989, kdy na ředitelskou funkci abdikoval a zbývající rok do důchodu si odsloužil jako řadový vědecký pracovník. Na sklonku života ještě přednášel axiologii a v rámci ní aplikovanou vědeckou disciplínu hodnotové orientace na půdě katedry etiky a katechetiky FF UKF v Nitře.
Po náročné operaci srdce (čtyřnásobný bypass) se natrvalo uchýlil do myjavských kopanic, kde v létě roku 2008 zemřel. Pohřben je na Hřbitově Slávičie údolie v Bratislavě.

## Myšlení
Od marxismu se přes axiologii propracoval až k filozofii lidské činnosti. Jeho hlavní a celoživotní vědeckou inspirací bylo dílo zakladatele české axiologie Mariana Várossa. Vychoval dvě generace herců, uměleckých pracovníků, estetiků a pedagogů. Jedním z jeho žáků byl i básník Dano Hevier.